# Хлистунівка (станція)
Хлистунівка — проміжна залізнична станція Шевченківської дирекції Одеської залізниці на лінії Яхни — Цвіткове між станціями Городище (9 км) та Цвіткове (6 км). Розташована у селі Хлистунівка Черкаського району Черкаської області.

## Історія
Станція відкрита у 1930 році на вже існуючій залізничній лінії Фастів I — Миронівка — Знам'янка.
У 1964 році станція електрифікована змінним струмом (~25 кВ) в складі дільниці Миронівка — Імені Тараса Шевченка.

## Пасажирське сполучення
На станції зупиняються приміські електропоїзди напрямку Київ — Миронівка — Цвіткове — Імені Тараса Шевченка.

## Галерея

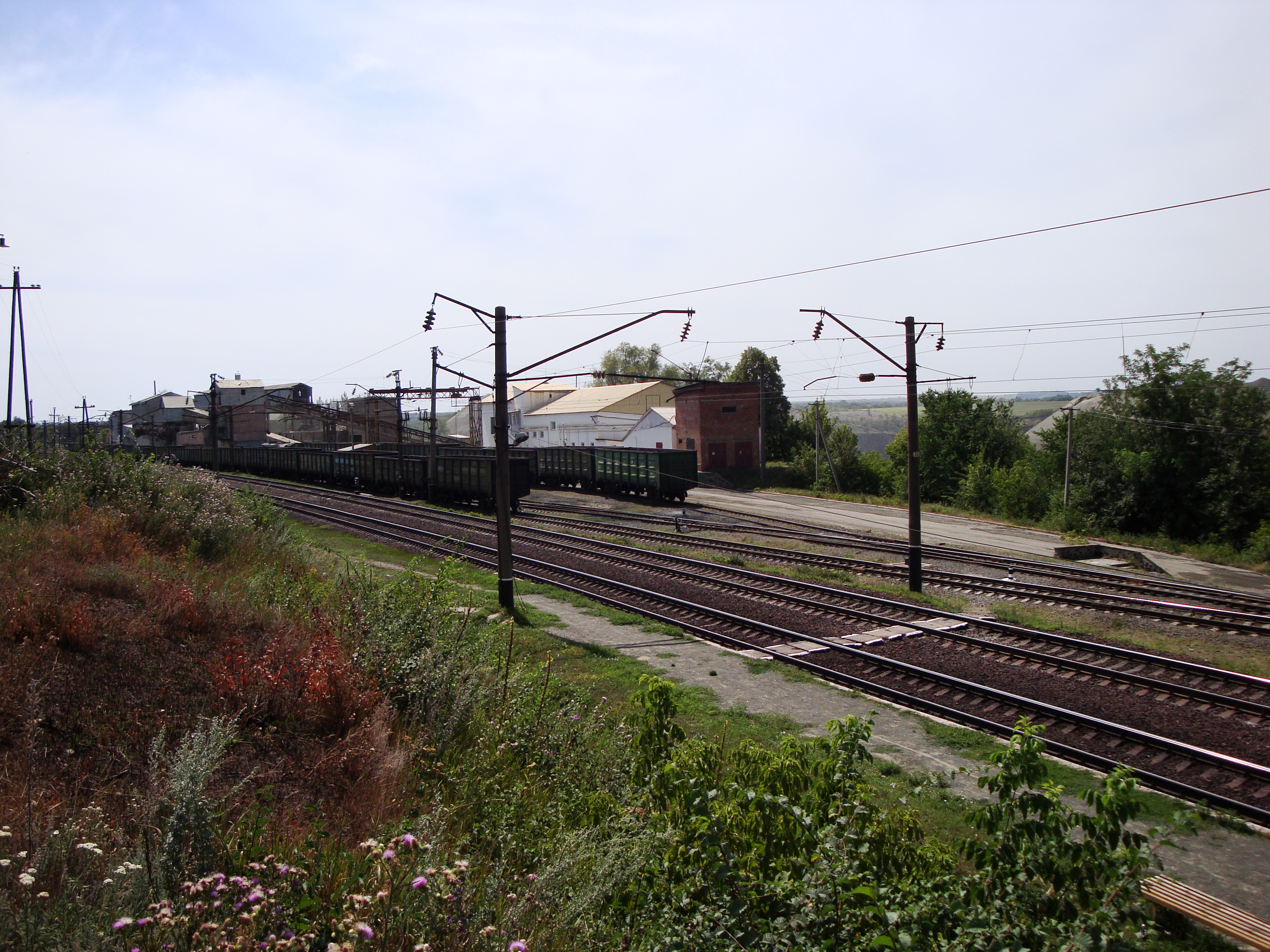
Панорама станції
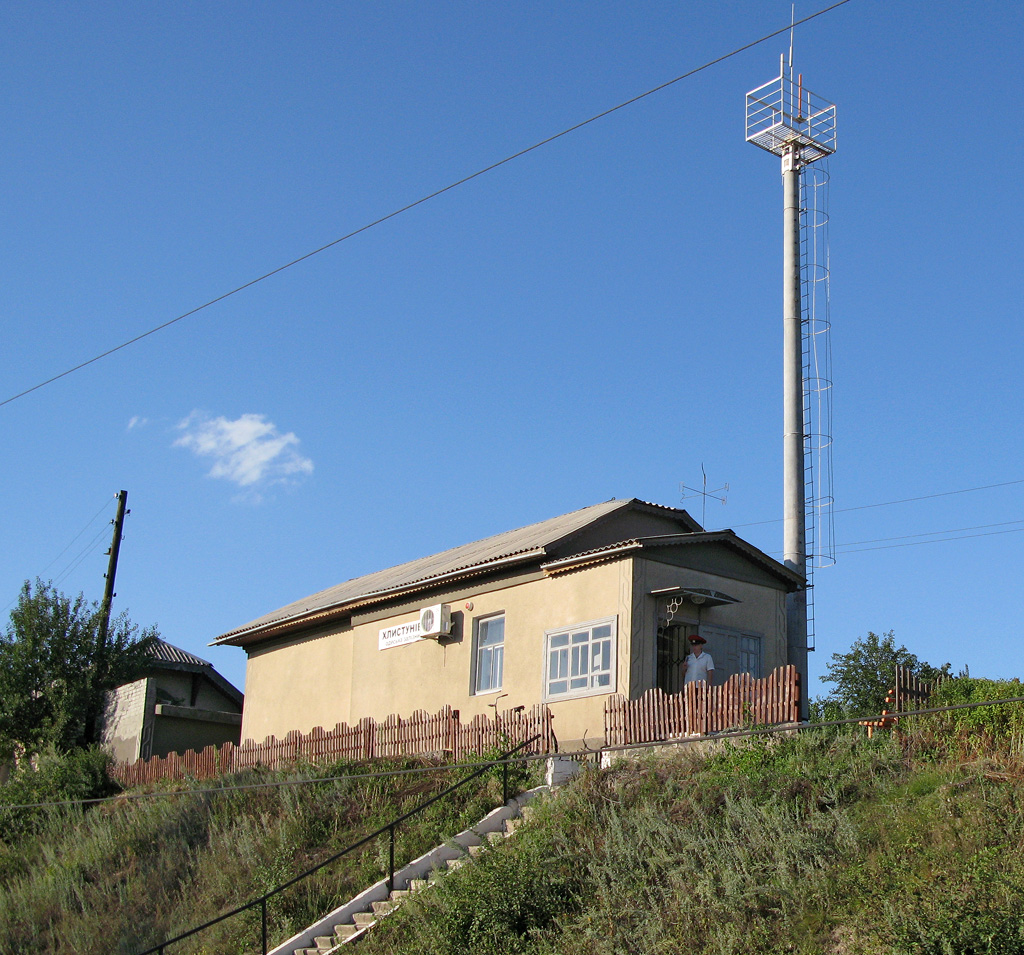
Вокзал
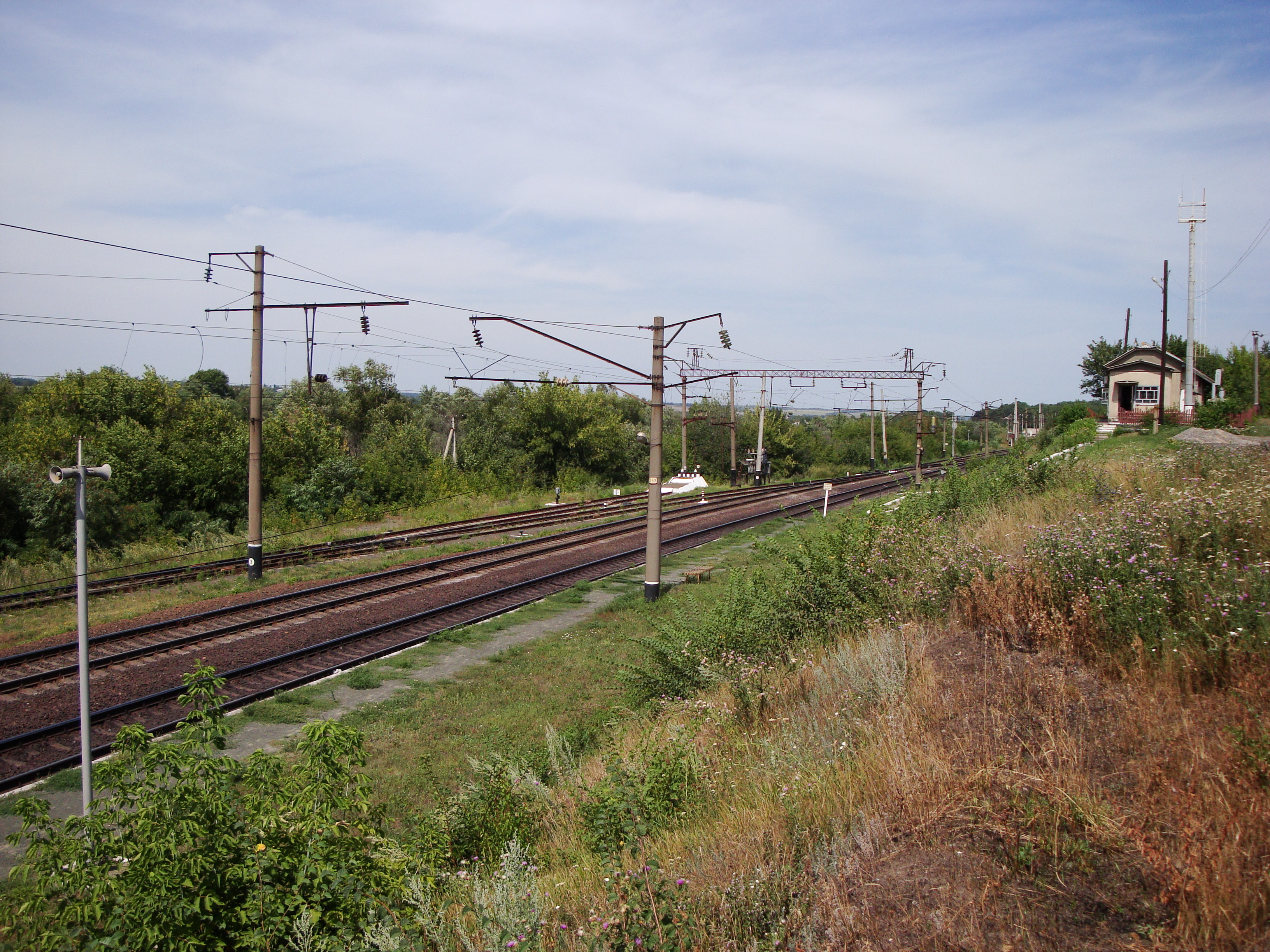
Вигляд на залізничну станцію
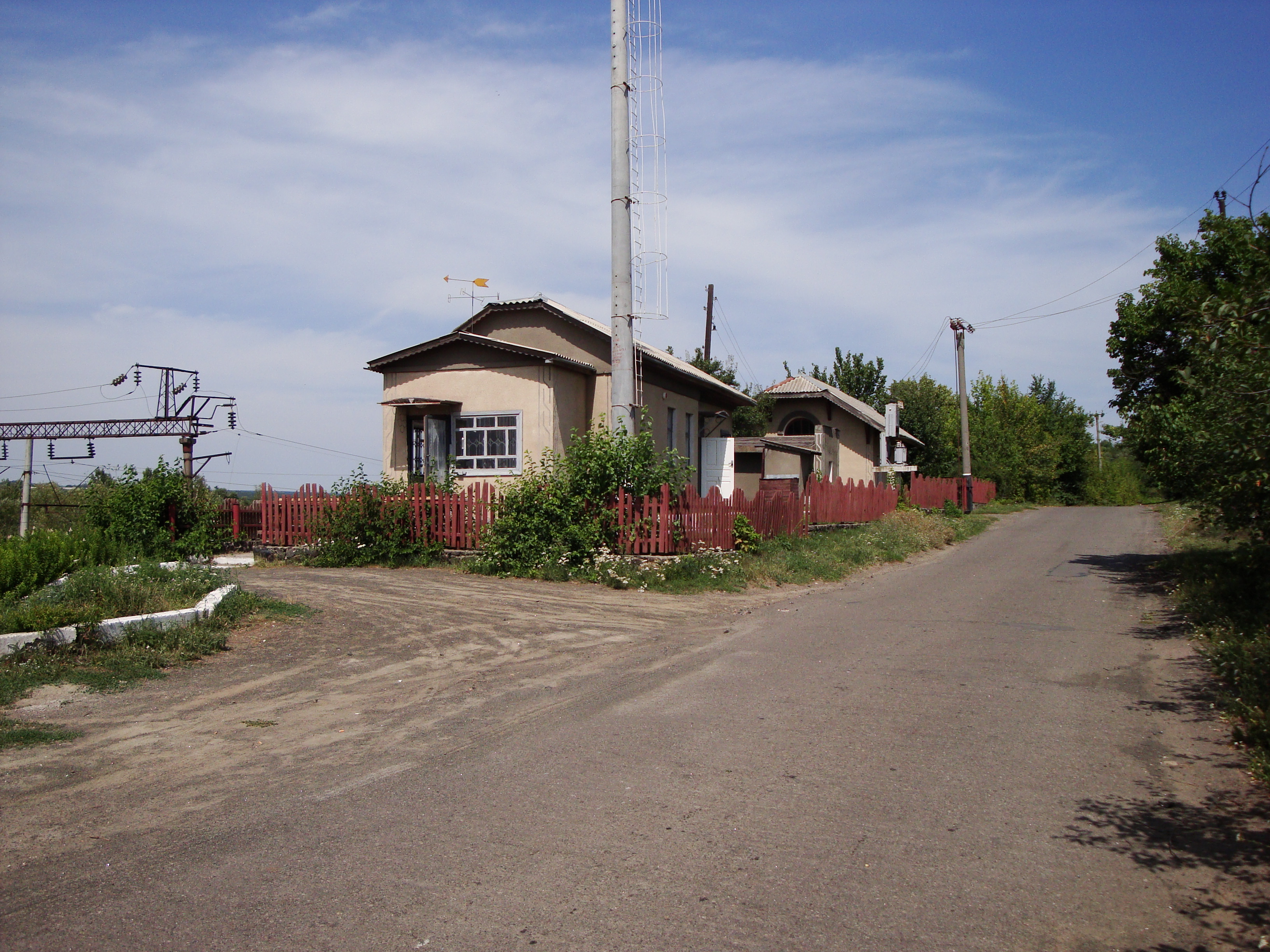
Пост ЕЦ